# Волиньце (Сейненський повіт)
Волиньце (пол. Wołyńce) — село в Польщі, у гміні Пунськ Сейненського повіту Підляського воєводства.
Населення — 155 осіб (2011).
У 1975-1998 роках село належало до Сувальського воєводства.

## Демографія
Демографічна структура станом на 31 березня 2011 року:
|          | Загалом | Допрацездатний вік | Працездатний вік | Постпрацездатний вік |
| -------- | ------- | ------------------ | ---------------- | -------------------- |
| Чоловіки | 90      | 17                 | 64               | 9                    |
| Жінки    | 65      | 11                 | 41               | 13                   |
| Разом    | 155     | 28                 | 105              | 22                   |